# Leptophiloscia kiiensis
Leptophiloscia kiiensis är en kräftdjursart som beskrevs av Nunomura 1986. Leptophiloscia kiiensis ingår i släktet Leptophiloscia och familjen Philosciidae. Inga underarter finns listade i Catalogue of Life.